# 九州之戎
九州之戎，一说又称陸渾戎和陰戎，為中國春秋時期的部落國家，屬西戎部落之一，居住在陰地，為晉國附庸。

## 定义
《春秋分纪》称，“九州之戎”的先祖是晋国南部的姜戎，其本身居住在晋国的阴地，又叫陆浑戎或阴戎。全祖望在《鲒埼亭集·经史问答卷第四》中则称，姜戎、阴戎和九州之戎是一样的，但陆浑之戎却是另外的族群，因为陆浑戎不像姜戎一样世代隶属于晋国，而且到哀公四年陆浑之戎已经灭亡，九州之戎却仍有记载。杜預認為，九州之戎即陸渾戎，即陰戎。學者陳槃與余太山認為在陸渾國被滅之後，一部份部眾被編入九州之戎中，所以九州之戎也被稱為陸渾。學者陳炫瑋認為，九州之戎為陸渾戎、揚戎、拒戎、泉戎、皋戎、伊雒之戎、姜戎、茅戎與陰戎，九個族群的合稱。
現代研究指出，先秦戎狄人群是夏商时期自華夏人群分裂出來，不是属于北亞人种的胡人祖先。